# تحالف شاي حليب

علم "تحالف شاي حليب" الذي أنشأه مستخدمو الإنترنت، يشير لون العلم من اليسار إلى شاي الحليب التايلاندي وشاي الحليب في هونغ كونغ وشاي الحليب التايواني

تحالف شاي حليب هي حركة تضامن ديمقراطي عبر الإنترنت مكونة من مستخدمي الإنترنت من هونغ كونغ وتايوان وتايلاند وميانمار. بدأت في الأصل كميم إنترنت، تم إنشاؤها ردًا على الوجود المتزايد للمتصيدون الصينيين والمعلقين القوميين على وسائل التواصل الاجتماعي، تطورت لتصبح حركة احتجاجية ديناميكية متعددة الجنسيات تدافع عن الديمقراطية وحقوق الإنسان.

## خلفية
في أبريل 2020 أعاد الممثل التايلاندي فاتشيراويت تشيفاري نجم مسلسل تو غاثر وهي دراما تلفزيونية تايلندية ذائعة الصيت أيضًا في الصين، نشر صورة على تويتر أدرجت هونغ كونغ على أنها «دولة». أدى منشوره إلى ردود فعل سلبية من مستخدمي الإنترنت الصينيين الذين هاجموه ودعوا إلى مقاطعة برنامجه. اعتذر فاتشراويت وأزال الصورة، لكن سرعان ما اكتشف مستخدمو الإنترنت الصينيون منشورًا لصديقته عارضة الأزياء ويرايا سوكارام من عام 2017، والذي ألمح إلى أن تايوان دولة مستقلة، ثم استمرت الهجمات، مع إهانات تستهدف جوانب مختلفة من تايلاند، بما في ذلك الملك ورئيس الوزراء. نشرت السفارة الصينية في بانكوك بيانا طويلا على فيسبوك أدانت فيه الانتقادات عبر الإنترنت واندلعت معركة رقمية شرسة بين مستخدمي الإنترنت التايلانديين والسفارة الصينية. انتقل مستخدمو الإنترنت التايلانديون إلى وسائل التواصل الاجتماعي ودافعوا عن فاتشيراويت مع تحول انتقاداتهم إلى نقد أكثر عمومية للصين، وأطلقوا حربًا على تويتر داخل تايلاند، أدى دعم كفاح هونغ كونغ وتايوان ضد الصين إلى توحيد المجموعات المتباينة من المتظاهرين المؤيدين للديمقراطية، حيث أصبحت المشاعر المناهضة لبكين جزءًا من برنامجهم المناهض للاستبداد.
سرعان ما انضم مستخدمو تويتر في تايوان وهونغ كونغ إلى المستخدمين التايلانديين فيما وصفته صحيفة ذا تيلغراف بأنها «لحظة نادرة من التضامن الإقليمي». وصف بالابي مونسي الذي كتب في مجلة اوزي الإعلامية تحالف شاي الحليب بحزب 50 سنت، وبأنه «جيش المتطوعين في آسيا ينتفض ضد متصيدي الإنترنت في الصين.»

## الاسم
يعتبر شاي الحليب رمزا للتضامن ضد الصين من قبل سكان جنوب شرق آسيا لأنه في العديد من دول جنوب شرق آسيا يتم استهلاك الشاي تاريخيا مع الحليب، بينما في الصين ليس كذلك. فهناك شاي الفقاعات التايواني وشاي الحليب على طريقة هونج كونج، والشاي التايلاندي، ولحبت ياي ميانمار، وكلها اختلافات محلية لشاي الحليب مع أوجه تشابه قوية.